# Vörös-szakadék
A Vörös-szakadék (románul Râpa Roșie, németül Rote Berg) egy érdekes természeti képződmény Romániában, az erdélyi Szászsebes városától 3 km-re északkeletre. A városból is jól láthatók a vöröses agyagoszlopok. 1950-ben 10 hektáros természetvédelmi területté nyilvánították.

## Megközelíthetőség
Közúton az A1-es autópályán Szászsebesig mehetünk, majd ott Lámkerék felé kell letérni a DN1-es főútra.

## Földrajza
A Székásmenti-dombság nyugati szélén található 300–425 méteres tengerszint feletti magasságban, a Székás-patak jobb partján. Szélessége 800 m, magassága 80–100 méter, területe 25 ha. A vörös színű szakadékot a talajerózió formálta: a domboldalból suvadással jött létre. Anyaga vörösagyag, szürke, vörös és porhanyós fehér homokkő, vörös és téglaszín márga és fehér márgás mészkő.  Három – egy 25, egy 21 és egy 11 méter hosszú – barlang nyílik belőle.

## Élővilága
Védett növényei a csikófark, a fekete fodorka, a gyászoló imola, a kései szegfű, a piros madárbirs és a sugaras fejvirág.

## Képek

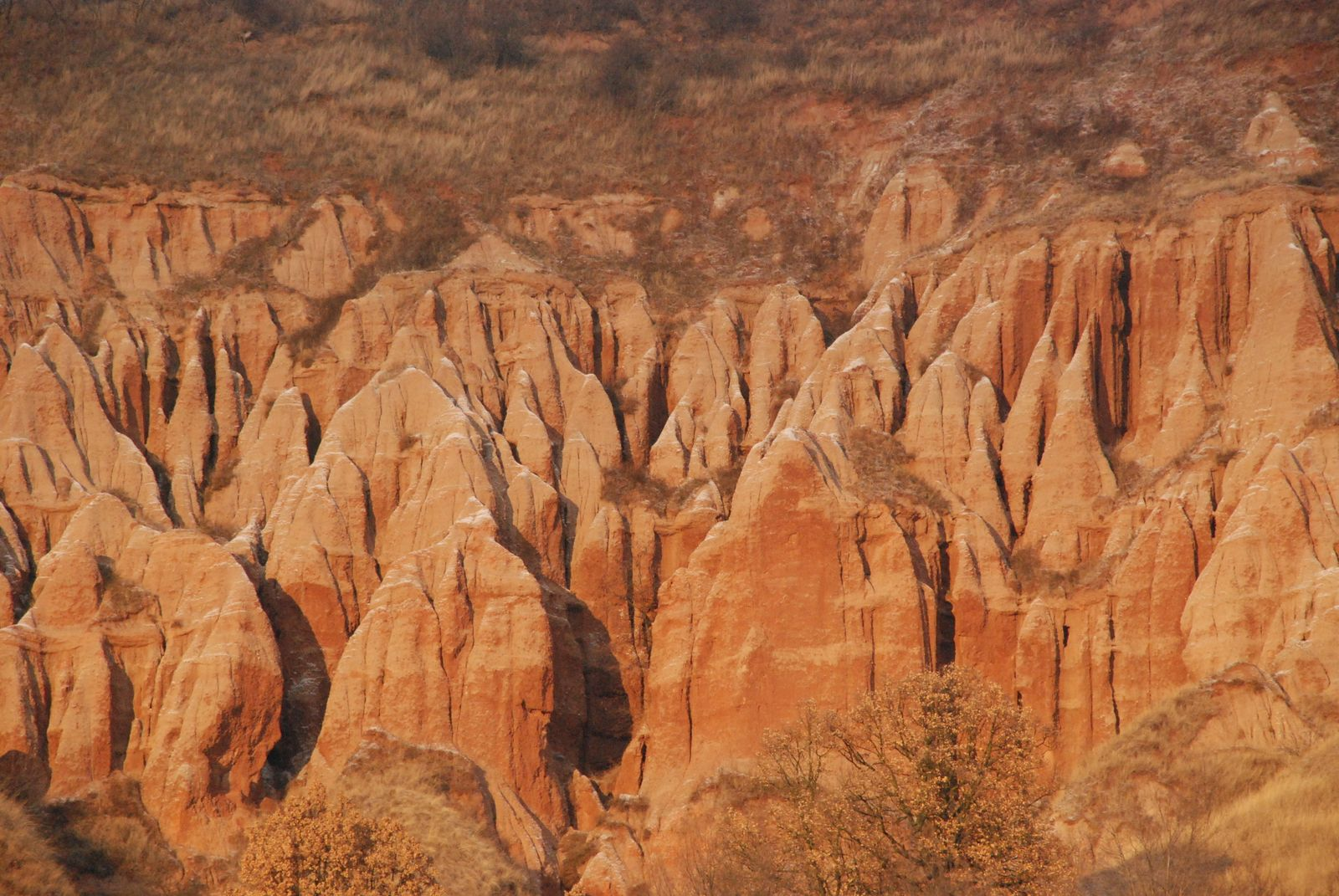
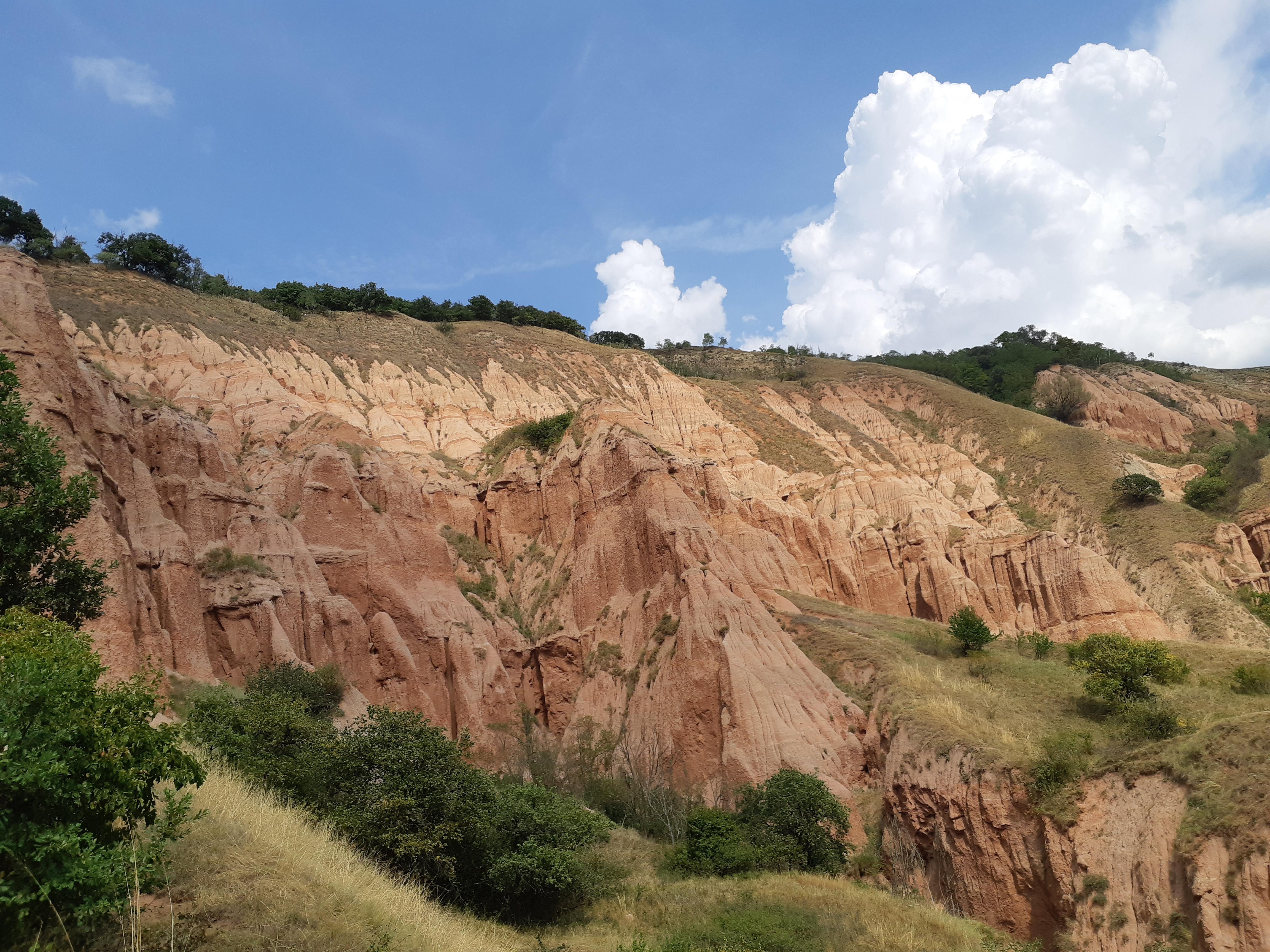
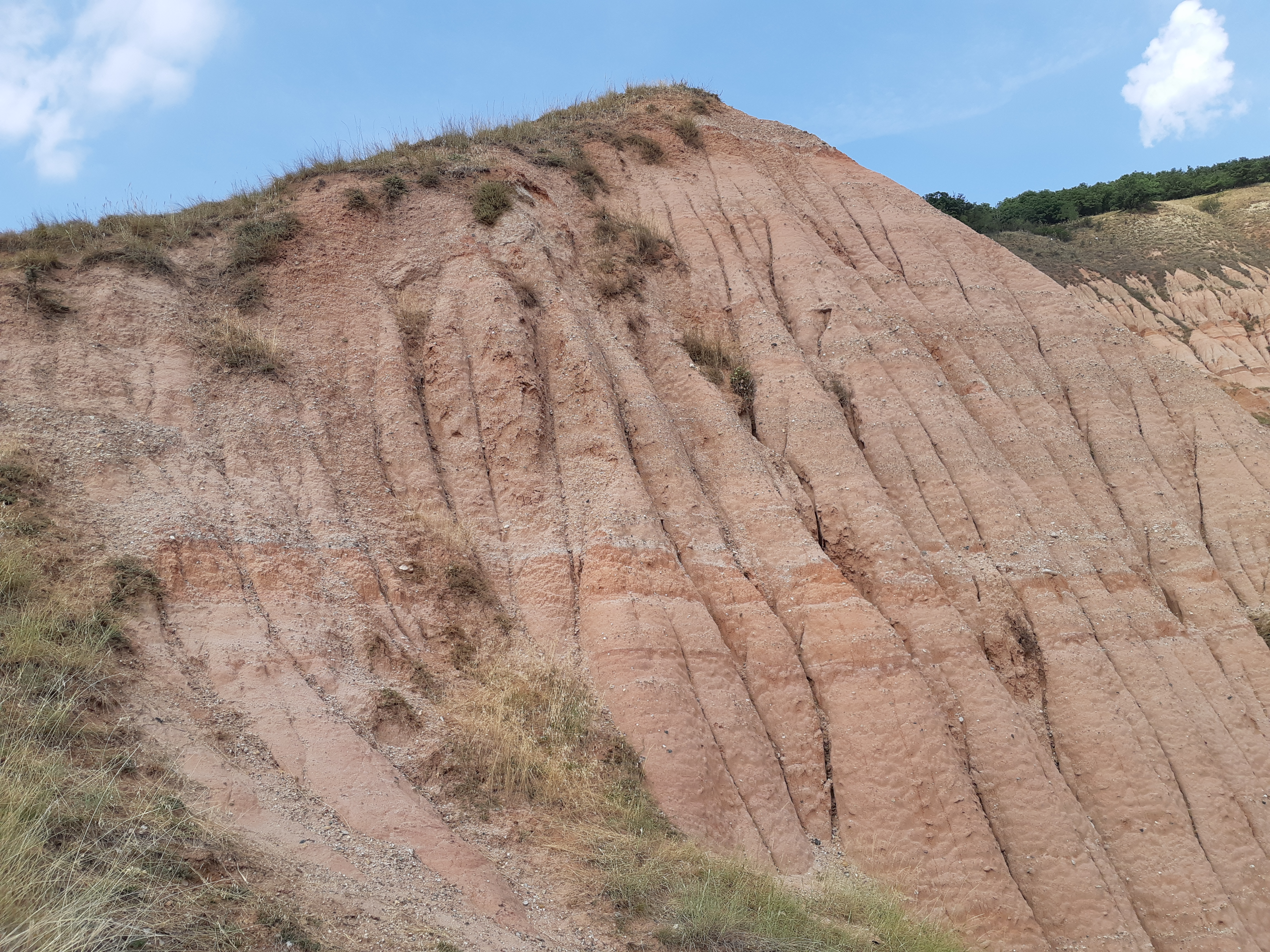
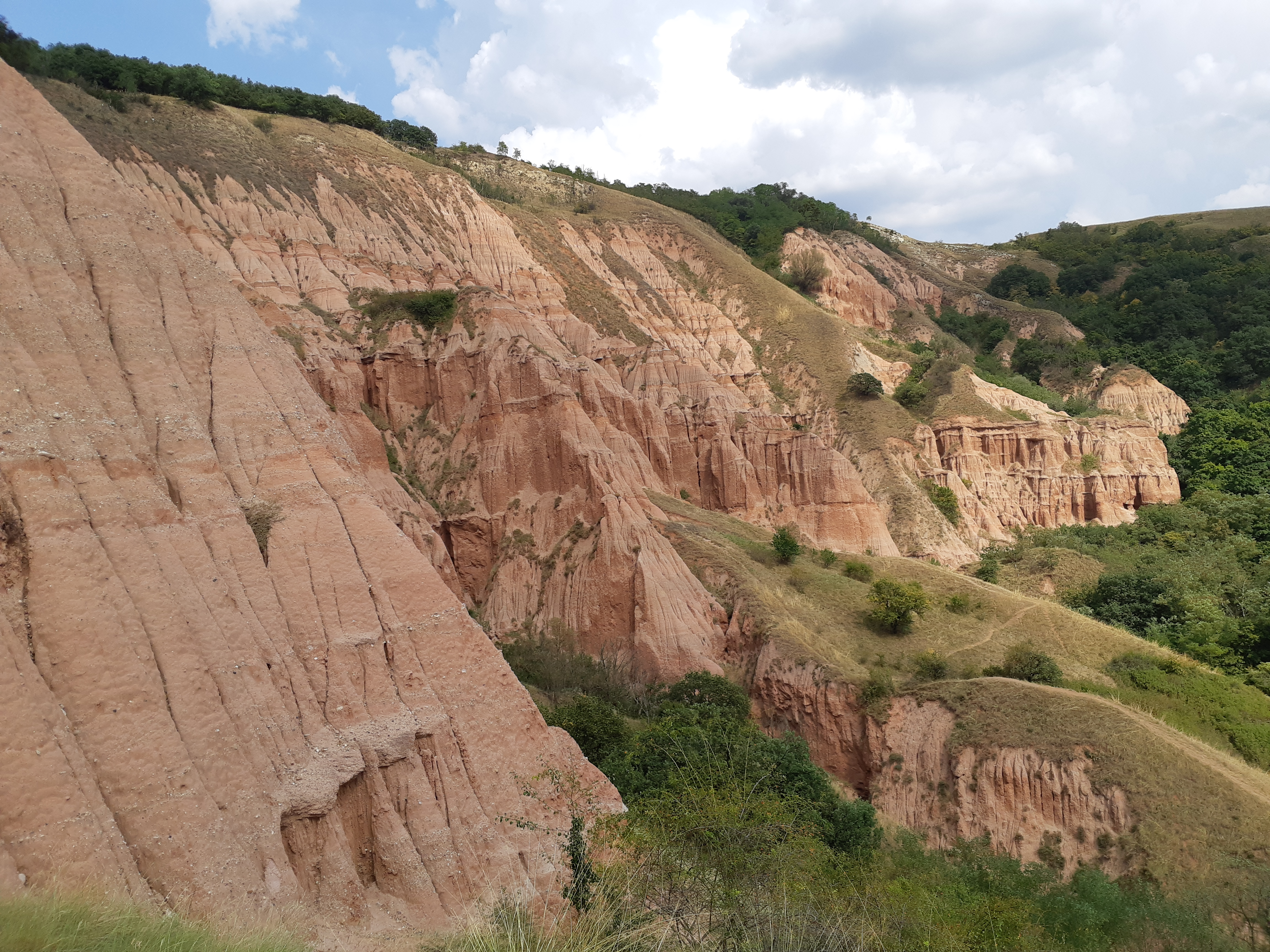